# Partido Comunista da Estónia
O Partido Comunista da Estónia ou EKP (em estónio: Eestimaa Kommunistlik Partei e em russo: Коммунисти́ческая па́ртия Эсто́нии) foi um partido político que governou a RSS da Estónia desde 1917 a 1918 e depois desde 1940 a 1990.

## História

### Inícios
Do mesmo modo que no resto do Império Russo, as seções regionais do Partido Operário Social-Democrata Russo (POSDR) foram atingidas pela divisão entre bolcheviques e mencheviques. Em 1912, os bolcheviques estonianos iniciaram a publicação de Kiir em Narva, e em junho de 1914, decidiram criar um Comité Central do POSDR que recebeu o nome de Comité do Norte Báltico do POSDR(b). 
Após a Revolução de Fevereiro de 1917, os bolcheviques estonianos, como os seus companheiros russos, começaram a ganhar popularidade para as suas demandas de pôr fim à guerra de modo imediato e de uma profunda reforma agrária. Ademais, os estonianos incluíram nas suas exigências o reconhecimento nacional da Estónia. 

### Primeiro governo
No final de 1917, os bolcheviques estonianos eram mais fortes do que nunca, controlando o poder político do Soviete de Tallinn após a Revolução de Outubro e com um importante apoio popular. De facto, nas eleições à Assembleia Constituinte da Rússia, a sua lista obteve 40,2% dos votos da Estónia, e 4 dos 8 escanos assignados à região. Porém, o apoio popular aos bolcheviques estonianos foi diminuindo em contraste com o bloco democrático do Partido Laborista, dos mencheviques e do Partido Social-Revolucionário, unidos na reclamação da independência da Finlândia e a Estónia e pela distribuição de terras aos camponeses. Os bolcheviques estonianos, embora terem introduzido o estoniano como língua oficial desde a sua tomada de poder, promoveram a ideia da Estónia como uma parte da Rússia soviética, e quanto à reforma agrária, continuaram a defender a coletivização imediata. 

### Exílio
O governo bolchevique estoniano foi disolvido em fevereiro de 1918 por causa da invasão alemã da Estónia, mas o Partido Comunista da Estónia continuou a operar no exílio russo. 
A Revolução Espartaquista alemana de novembro desse ano fez com que um novo governo fosse formado na Estónia. Os bolcheviques aproveitaram a ocasião para lançar um ataque armado em colaboração com o Exército Vermelho. Porém, nessa altura, o apoio popular aos bolcheviques era tão baixo que não conseguiram mobilizar a população e a guerra revolucionária fracasou. Foi criada uma Comuna de Trabalhadores Estonianos, mas a sua influência geral era limitada. Naquela época, os bolcheviques estonianos decidiram a criação do Comité Central das seções bolcheviques estonianas depois de se separarem da matriz russa, o Partido Comunista da Rússia (bolchevique). 
Porém, após a guerra de recuperação, a Estónia converteu-se num Estado soberano e independente tanto da Rússia soviética quanto da Alemanha, e portanto, em 5 de novembro de 1920, foi fundado formalmente o Partido Comunista da Estónia (EKP).

### Segundo governo
Em 17 de junho de 1940, a União Soviética ocupou a Estónia, que foi integrada na própria URSS, formando a RSS da Estónia. O governo foi logicamente ocupado polo EKP, que se integrou novamente no PCUS. 

### Cissão de 1990
Após a Perestroika, o EKP dividiu-se em 1990 entre um setor maioritário favorável à soberania nacional estoniana e um setor minoritário que permaneceu fiel ao PCUS. O setor soberanista constituiu-se como Partido Laborista Democrático da Estónia e o setor pró-soviético reconstituiu-se como o novo Partido Comunista da Estónia.

## Secretários primeiros do EKP
- Karl Säre - 28 de agosto de 1940 - 1943
- Nikolai Karotamm - 1943 - 28 de setembro de 1944 (no exílio)
- Nikolai Karotamm - 28 de setembro de 1944 - abril de 1950 (na Estónia)
- Johannes Käbin - abril de 1950 - 26 de julho de 1978
- Karl Vaino - 26 de julho de 1978 - 16 de junho de 1988
- Vaino Väljas - 16 de junho de 1988 - abril de 1990. Desde então até agosto de 1991, como Presidente do EKP.

## Outros dirigentes do EKP
- Viktor Kingissepp
- Jakob Palvadre
- Harald Tummeltau
- Iaan Anvelt
- August Kork
- Johannes Vares